# Hipparga(Bag), Basavakalyan
Hipparga(Bag) là một làng thuộc tehsil Basavakalyan, huyện Bidar, bang Karnataka, Ấn Độ.